# Rataje (Boêmia Central)
Rataje é uma comuna checa localizada na região da Boêmia Central, distrito de Benešov.